# Dodekagram
Dodekagram je zvezdni mnogokotnik, ki ima dvanajst oglišč. Znana je samo ena pravilna oblika, ki ima Schläflijev simbol enak {12/5}. Dodekagram ima skupna oglišča z dvanajstkotnikom, ki ima Schläflijev simbol enak {12/1}. Coxeter-Dinkinov diagram pa je .

## Dodekagrami v poliedrih
- Dodekagramska prizma
- Dodekagramska antiprizma
- Dodekagramska križna antiprizma

.

## Zvezdne oblike
Znane so tri pravilne oblike {12/2}, {12/3} in {12/4}. Prva oblika je sestavljena iz dveh šestkotnikov, druga iz treh kvadratov in zadnja iz štirih trikotnikov.
- Slika dodekagrama {12/2}
- Slika dodekagrama {12/3}
- Slika dodekagrama {12/4}

## Polni graf
Če damo vse dvanajstkotnike in dodekagrame enega na drugega, vključno z izrojeno sestavo šestih dvokotnikov {12/6}, dobimo polni graf K12
.
 